# Mangalia
Mangalia è un municipio della Romania di 40 514 abitanti, ubicato nel distretto di Costanza, nella regione storica della Dobrugia.
Fanno parte dell'area amministrativa anche le località turistiche di Vama Veche, 2 mai, Saturn, Venus, Cap-Aurora, Jupiter, Neptun, Olimp.

## Storia
Mangalia trae origine da una colonia greca chiamata Callatis, fondata dai Macedoni, in particolare da Aminta III di Macedonia nel IV secolo a.C.. In età tardo-ellenistica risulta patria dello storico e geografo Demetrio di Callati e del biografo Satiro di Callati. Fino al IX secolo era conosciuta come Panglicara dai Greci, come Pangalia dai Turchi e come Tomisovara dai Romeni. Il nome Mangalia appare invece per la prima volta in un documento del 1593.

## Geografia fisica
Mangalia è la città più meridionale della costa romena del Mar Nero, circa 44 km a sud di Costanza.
Dal punto di vista climatico, risente della posizione rivierasca, con inverni relativamente miti ed estati calde che ne fanno una stazione balneare di buona importanza, come del resto tutte le località della costa.

## Economia
Il turismo è la prima fonte di reddito di Mangalia, conosciuta da molti anni come stazione balneare e per la talassoterapia.
Un'altra fonte di ricchezza della città è il porto commerciale, anche se la gran parte del traffico mercantile fa rotta verso Costanza, il principale porto della Romania.

## Amministrazione

### Gemellaggi
- Santa Severina, dal 2005

## Siti archeologici
Tra le attrattive di Mangalia meritano menzione:
- una tomba scita, scoperta nel 1959, dove venne ritrovato un papiro scritto in greco, il più antico documento del genere in Romania;
- le rovine della cittadella di Callatis, con la necropoli annessa;
- la moschea Esmahan Sultan, la più antica moschea della Romania, costruita nel XVI secolo.

Molti dei reperti provenienti dagli scavi archeologici sono conservati nel Museo Archeologico locale, con una ricca collezione di anfore e sculture ellenistiche e frammenti di sarcofagi in pietra.

## Siti naturalistici
- La grotta di Movile, scoperta nel 1986, contiene un ecosistema unico al mondo, basato su un bassissimo livello di ossigeno (10%) ed un alto livello di acido solfidrico. La città di Mangalia ospita un centro di ricerca internazionale ed un centro visite.

## Società

### Evoluzione demografica
Evoluzione demografica nei censimenti:

## Eventi
Da qualche anno in estate si tiene a Mangalia il Festival Musicale di Callatis.